# Moses Amweelo

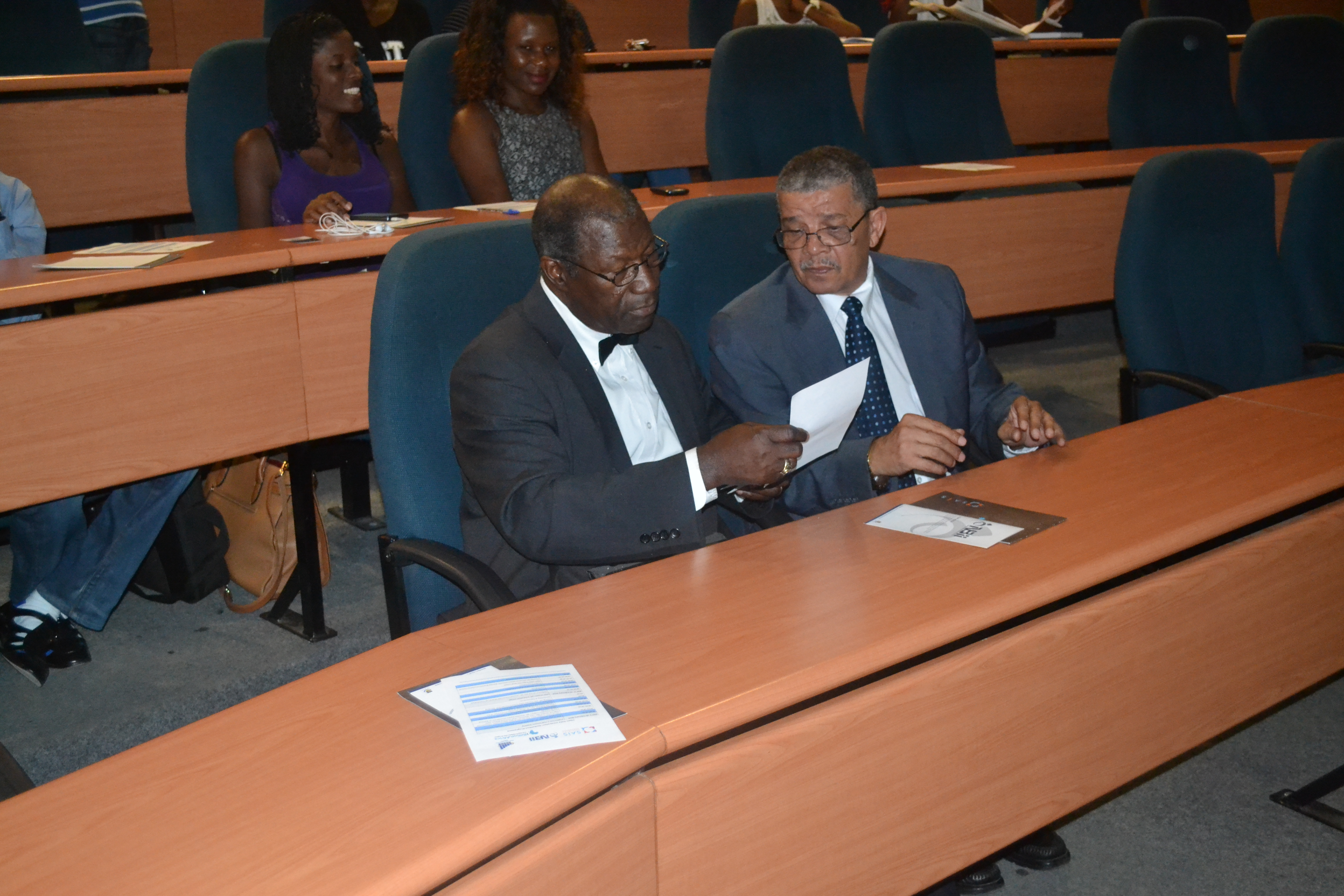
Moses Amweelo (links; 2015)

Moses Amweelo (* 25. Mai 1952 in Okatana, Südwestafrika; † 23. Juni 2025 in Windhoek, Namibia) war ein namibischer Politiker der SWAPO und Minister. 

## Bildung
Amweelo absolvierte ein Studium zum Lehrer am Ongwediva College of Education in Ongwediva. In der Sowjetunion erhielt er 1980 einen Bachelor of Science in Maschinenbau. 1991 erhielt Amweelo von der World Maritime University in Schweden ein Master of Science in Schiffsbau-Igenieurwissenschaften und -sicherheit. Diesem folgte ein Diplom in Seefahrtsmanagement und -wirtschaft aus Ägypten im Jahr 1983 und ein Doktorgrad der International Transport Academy im russischen Sankt Petersburg 2002.

## Politische Laufbahn
Amweelo ging 1974 ins Exil, wo er sich für die SWAPO im namibischen Befreiungskampf eingesetzt hat.
Er war zwischen 2000 und 2010 Abgeordneter in der Nationalversammlung und führte in dieser Zeit zahlreiche Ständige Ausschüsse. Amweelo übernahm im Kabinett Nujoma III von 2000 bis 2005 das Amt des Ministers für Öffentliche Arbeiten und Verkehr.

## Auszeichnungen
2010: Medal of Honour, International University of Management, Namibia